# Александер Имич
др Александер Херберт Имич (енгл. Dr. Alexander Herbert Imich, 4. фебруар 1903 — Менхетн, 8. јун 2014) био је пољско-амерички доктор психологије, хемичар и суперстогодишњак који је према гинисовој књизи рекорда носио титулу најстаријег живог мушкарца на свету у периоду од 24. априла до 8. јуна 2014. године.

## Биографија
Александер Имич рођен је у Ченстохови, за време Руске Империје, у данашњој Пољској, 4. фебруара 1903. године. У доби од 15 година придружио се пољским снагама у борби против бољшевика 1918. године. Његов старији брат служио је као инструктор у аутомобилској дивизији, тако да је Александер научио да вози камионе за војску све док бољшевичке снаге нису потиснуте.
Докторирао је зоологију на Јагелонском универзитету у Кракову 1929. године, али како није могао да нађе академско место из области зоологије, прешао је на хемију. Током 1920-их и 1930-их радио је научна истраживања у пољском друштву за психичка истраживања.
Током Другог светског рата, Александер и његова супруга Вела побегли су у совјетски окупирани Бјалисток, где је радио као хемичар. Пар је касније интерниран у радни логор током рата због одбијања да прихвате совјетско држављанство. На крају су ослобођени и одлучили су да емигрирају у Сједињене Америчке Државе 1951. године, пошто су скоро сви њихови рођаци и пријатељи погинули у Холокаусту.
Да би зарадио за живот, Александер се у почетку бавио хемијом, али када је његова супруга Вела изградила каријеру психолога 1965. године, окренуо се парапсихологији. Након што му је супруга преминула 1986. године, наставио је своје доживотно интересовање за парапсихологију. Написао је бројне радове и часописе из ове области, укључујући и књигу "Невероватне приче о паранормалном" коју је издао "Брамбл Букс" 1995. године. Основао је Центар за истраживање аномалних феномена 1999. године, покушавајући да пронађе начин да произведе „Кључну демонстрацију“, чији је циљ да научницима и широј јавности демонстрира реалност паранормалних појава. Године 2012. почео је да преноси записе о свом истраживању паранормалног у одељење за архиве и посебне збирке Универзитета у Манитоби. Практиковао је ограничење калорија и томе је приписивао своју дуговечност.
4. фебруара 2013. године, прославио је свој 110. рођендан, поставши суперстогодишњак.
26. марта 2014. године, након смрти 112-годишњег Ернеста Пероноа, постао је најстарији живи мушкарац у Сједињеним Америчким Државама.
24. априла 2014. године, након смрти 111-годишњег Артуро Ликате из Италије, постао је најстарији живи мушкарац на свету.
Александер Имич преминуо је у Менхетну, Њујорк, Сједињене Америчке Државе, 8. јуна 2014. године, у доби од 111 година и 124 дана. Након његове смрти, само дан млађи Сакари Момој из Јапана, преузео је титулу најстаријег живог мушкарца на свету.